# Roland W.
Roland W., bürgerlich Roland Wächtler (* 3. April 1941 in Stuttgart; † 11. September 2009 in Schürdt) war ein deutscher Schlagersänger.

## Leben
Wächtler ging in Stuttgart zur Schule. Nach dem Abitur ging er nach Paris, um Kunstgeschichte zu studieren. Dort hielt er sich im Künstlerviertel Saint-Germain auf, wo er malte und bald auch als Sänger mit deutschen und französischen Liedern auftrat. Nach einem Zwischenaufenthalt in London zog er als Tramp von Afrika bis Japan und über Holland nach Kanada, bis er wieder nach Deutschland zurückkehrte.

Roland W. – Monja

Hier trat er als Sänger in Diskotheken oder auf Galaabenden auf und hatte teilweise eigene Shows als Entertainer. Im September 1967 erhielt er einen Plattenvertrag beim deutschen Plattenlabel Cornet Records, das dem Erfolgsproduzenten Heinz Gietz gehörte. Mit Cornet #3025 erschien hier noch im selben Monat der Titel Monja, der bis auf Rang vier der deutschen Charts vordrang und sogar Platz 1 der Schweizer Charts im gesamten Monat Januar 1968 belegte (es war der erste Nummer-eins-Hit der gerade etablierten schweizerischen Hitparade). In Österreich platzierte er sich auf Rang drei. Begleitet wurde Roland W durch die Jay Five, eine Coverband, die ebenfalls bei Cornet unter Vertrag stand.
Zwar wird der weitgehend gesprochene Song stets mit Roland W. assoziiert, jedoch stammt das Original von der deutschen Rockband Cry’n Strings, die Monja als Promotionsplatte für das kleine Label Kerston pressen ließ. Komponiert von deren kreativem Kopf Gerhard Jäger, nahm zunächst niemand von dem Titel Notiz, bis die Gruppe damit im Oktober 1967 in die deutsche Hitparade kam und eine #11 erreichte. Fred Kersten, der Besitzer von Kerston, erkannte das Potenzial der Single und sicherte sich frühzeitig unter dem Pseudonym Dal Finado als Mitautor Tantiemen. Kerston Records war vom mittleren Erfolg überfordert und musste mitansehen, wie das kaum größere Cornet mit der Coverversion dem Original den Rang ablief.
Die Nachfolgesingle Cindy Jane – zuvor als B-Seite von Monja bereits veröffentlicht – erreichte nicht mehr die Charts. Roland W. war damit ein klassisches One-Hit-Wonder gelungen. Trotzdem erschienen bis 1972, als Cornet von der BASF übernommen wurde, eine Reihe weiterer Singles, darunter auch der etwas erfolgreichere Titel Jeder kommt einmal wieder. Die BASF brachte dann nur noch einmal seinen Hit Monja heraus. 1989 erschien dann wieder eine Single von ihm (Tanja).
1980 heiratete er seine langjährige Lebensgefährtin Doris, die Mutter seiner Kinder. Nach einer Krebsoperation 1994 ging er zunächst nur noch seinem Hobby, der Malerei, nach. Nachdem er durch die Neufassung von Monja als „Kulttitel“ (Partygeier versus Roland W.: Monja 3000 – Macht die Feuerzeuge an…) ein kleines Comeback, sogar mit Fernsehauftritten, hatte, erschien 2001 wieder ein neues Album von ihm. Darauf ist auch ein Song (Willst du einen Tequila) von Drafi Deutscher. Er lebte zuletzt in Schürdt im Westerwald. Sein Grab befindet sich auf dem Friedhof in Flammersfeld.

## Diskografie

### Alben
- 1968: Mr. Monja (wiederveröffentlicht 2000 als CD)
- 1979: Monja – Mein Leben (Kompilation; wiederveröffentlicht 1990 als CD)
- 2007: Portrait – Gold Serie (Kompilation)

### Singles
- 1967: Monja / Cindy Jane (Cornet #3025)
- 1967: Cindy Jane
- 1968: My Maria / Jamaica Girl (Cornet #3047)
- 1968: Jeder kommt einmal wieder (Cuando sali de Cuba) / Denver Colorado (Cornet #3063)
- 1969: Mein grünes Tal / Baby-Discothek (Cornet #3088)
- 1969: Nachts / Ein Girl in Idaho (Cornet #3104)
- 1970: Marion / Noch einen Drink für den Weg (Cornet #3145)
- 1971: My Life and My Home / Linda Lou (Cornet #3217)
- 1972: Les-Saintes-Maries-de-la-mer / Aranjuez (Columbia #1 C 006-30 358)
- 1973: My Life and My Home (Der einsame Disc-Jockey) / Linda Lou (Cornet #05 11767-1)
- 1989: Tanja / Tanja (Instrumental) (Titan #577/0149-7)